# Distretto di Altınova
Il distretto di Altınova è uno dei distretti della provincia di Yalova, in Turchia.